# Branchiomma moebii
Branchiomma moebii är en ringmaskart som beskrevs av Knight-Jones 1994. Branchiomma moebii ingår i släktet Branchiomma och familjen Sabellidae. Inga underarter finns listade i Catalogue of Life.